# 梶本顗
梶本 顗（かじもと しずか、1908年（明治41年）6月25日 - 1987年（昭和62年）10月8日）は、日本の海軍軍人。
最終階級は海軍中佐。名は「覬」と表記される場合がある。

## 経歴
1908年（明治41年）6月25日、現在の広島県江田島市鷲部に、父・藤市と母・スギの9人兄弟の末っ子として生まれる。旧制呉中学校（現・広島県立呉三津田高等学校）を経て、1925年（大正14年）4月、海軍兵学校に第56期生として入学、1928年（昭和3年）3月卒業。
装甲巡洋艦「八雲」、重巡洋艦「青葉」、航空母艦「赤城」その他に乗組、1930年（昭和5年）中尉に任ぜられる。その後、駆逐艦「菊」砲術長、駆逐艦「朝顔」、防護巡洋艦「対馬」、吹雪型駆逐艦「白雪」への乗組を経て、1934年（昭和9年）、海軍水雷学校高等科に学び、同年大尉に任ぜられる。それ以降、初代神風型駆逐艦「三日月」航海長、潜水艦「伊号第五十六潜水艦（初代）」航海長、駆逐艦「沼風」水雷長兼分隊長、重巡洋艦「加古」水雷長を歴任し、1940年（昭和15年）少佐に任ぜられる。
1941年（昭和16年）8月20日、駆逐艦「夕風」艦長に就任、開戦を迎える。開戦時に「夕風」は、柱島沖に停泊している連合艦隊旗艦「長門」を主力とする第一艦隊の上空直衛役、空母「鳳翔」「瑞鳳」の護衛として、僚艦「三日月」と行動を共にした。翌1942年（昭和17年）7月5日、睦月型駆逐艦「弥生」艦長に就任。
8月24日、第二次ソロモン海戦が起こった際、第30駆逐隊「睦月」「弥生」「望月」は、夜襲部隊として、夜半にルンガ岬沖から約10分間、ガダルカナル島の敵飛行場を砲撃した。翌25日、ガダルカナル島に近接していた輸送船団が攻撃され、輸送船金龍丸が撃沈された。第30駆逐隊は救助と船団護衛につき、「睦月」が金龍丸の乗員を救助している際にB-17爆撃機3機による攻撃を受け「睦月」は沈没、「弥生」は「睦月」の司令、艦長以下全員を救助し、ラバウルへ引き揚げた。その後8月28日よりニューギニアのラビ攻略戦に参加。9月10日、「弥生」と「磯風」は、ラバウルを出撃し、佐世保鎮守府第五特別陸戦隊を救出すべくノルマンビー島へ向かったが、翌11日午後12時頃、ノルマンビー島東方海面でB-17、B-25約10機の攻撃を受け、「弥生」は後部への爆弾命中により舵機故障を起こし、ついで航行不能に陥り、午後4時頃沈没した。その後「弥生」生存者はカッターボートでノルマンビー島へ上陸、救出されるまでの15日間、海岸でザリガニを漁り、ジャングルで野生のタロ芋を掘るなどして飢えをしのいだ。9月26日、「磯風」「望月」の両艦により梶本（艦長）以下乗組員83名が救出される。
その後は三重海軍航空隊の教官、ついで海軍兵学校の教官を勤める。海軍兵学校では水雷戦術を講義、1944年（昭和19年）3月22日に第73期生を送り出した。第73期生の中に、第14代海上幕僚長を務めた前田優が教え子として在籍していた。
戦況が激しさを増す1944年9月5日、駆逐艦「清霜」の艦長に就任、同年中佐に任ぜられる。この移動は、当時海軍兵学校校長であった井上成美中将が、米内光政海軍大臣に請われ次官に就任したのと時を同じくしていた。
シンガポール南方80キロにあるリンガ泊地において着任し、10月18日の捷一号作戦発動によりリンガ泊地を出撃する。「清霜」は第一遊撃部隊第二部隊に所属して、主力の「金剛」「榛名」を護衛。10月24日午前10時26分、アメリカ軍機による第一次空襲が始まった時、「清霜」は「大和」「武蔵」を主力とする第一部隊から約12キロ離れた後方にあった。襲撃はほぼ前方の第一部隊に殺到し、「清霜」に被害はなかったが、「武蔵」が集中攻撃を受け、第四次空襲が終了する頃までに速力は20ノットまで落ちていた。栗田健男長官より『「武蔵」は「清霜」を指揮し、要すればコロン経由馬公に向かえ』との命令を受け、「清霜」は第二部隊の陣形から離れて、第一部隊から落伍し単艦となっている「武蔵」を掩護するために近づいていった。また、同じく第二部隊の「利根」も、鈴木義尾司令からの『「利根」は「武蔵」の北方にありて敵機の来襲に備えよ』との下令により、陣列を離れ、「清霜」と共に2艦で「武蔵」の掩護につくこととなった。この後再度敵機が来襲し、「武蔵」掩護の為後方から追いかけていた「清霜」へも敵機の攻撃があった。舵をとる間もなく小型爆弾6発を投弾され、そのうち1発が一番魚雷発射管に命中、近くの機銃台を吹き飛ばして機銃員をなぎ倒し、第一罐室を破壊。航行不能には陥らずも最大速力は24ノットまで低下する。「利根」にも至近弾と直撃弾があり、小火災が起こるが間もなく鎮火、戦闘力にはほとんど影響がなかった。しかし「武蔵」はもっとも激しい攻撃をうけて、その被害は甚大であった。艦首を海中に沈下させたまま、やや左に傾いた状態で停止しており、「利根」と「清霜」でこれを見守り警戒していた。第一部隊から「島風」が応援にかけつけ、「武蔵」左舷に横付けし、沈没後「武蔵」に乗艦していた重巡洋艦「摩耶」の乗組員を収容した後、救援任務を陽炎型駆逐艦「浜風」と交替した。この後「利根」も戦列に復帰し、「武蔵」護衛は、「清霜」「浜風」の2艦となる。
午後7時頃、「武蔵」の傾斜がやや大きくなったように感じた為、「清霜」は「武蔵」艦尾左舷へ近づいていった。その後「武蔵」は左に傾斜したまま海中に飲み込まれ沈没。「清霜」は500名、「浜風」は850名をそれぞれ救助した。この救助は徹底的に行われ深夜まで約8時間に及んだ。この時点で栗田長官からの指示が届いてなかったので、梶本は「浜風」艦長と協議し、一旦コロンに回航することとした。
翌25日、「浜風」は午前11時30分、「清霜」は午後1時6分、それぞれコロンへ到着した。栗田長官より『「武蔵」乗員をマニラに輸送した後、コロン湾に回航、「妙高」の艦長の指示を受け、同艦及び日栄丸の護衛に任ずべし』との指示があり、「清霜」は「妙高」から燃料の補給を受け、その足でマニラに向かい、コレヒドール島に「武蔵」乗員を揚陸した。これは「武蔵」沈没を隠匿する為の措置であり、その後「武蔵」乗員はフィリピン防衛部隊に配置され、大多数が戦死した。
12月24日、ミンドロ島のアメリカ軍を攻撃すべく礼号作戦が開始され、「清霜」は第一挺身隊一番隊として出撃する。2日後の12月26日、午後9時15分、「清霜」はB－25の爆撃を受け、左舷中部に命中し、重油タンクが大破して大火災を起こし、罐室と機械室も火に包まれ、次いで左舷主機械が破壊され右舷主機械も機能停止し、完全に航行不能となった。この経緯は梶本自身が報告したものが戦史に記述されているが、後に、『私は爆弾命中によるものと頭から考えていたのですが、あれだけの被害状況からみて、爆弾一発の直撃ではないように思ったんです。艦橋からふり返ってみたとき、煙突から炎が吹き出していましたからね。これは魚雷が当たったんではないか、と瞬間、思いました。』と語っている。その後「清霜」は沈没。「清霜」を除く艦隊はマンガリン湾に突入、砲撃を終えて「清霜」の救助にあたった。旗艦「霞」座乗の木村昌福司令官は『これより「清霜」の救難に旗艦があたる。各艦は合同して退避せよ』と令し、救助活動を行っていた。敵魚雷艇2隻が接近してきた時、これに対して「足柄」と「大淀」は、「霞」の側面に立ちはだかり、魚雷艇に対し照射砲撃した。「霞」に続き「朝霜」も救助作業を始め、両艦は敵機と魚雷艇が付近にいる中で、機械を停止し救助を続けた。戦死、行方不明は84名（うち5名は後刻アメリカ軍魚雷艇に依って救助された）。司令、艦長以下258名は「霞」「朝霜」両艦に救助され、午前2時15分、徹底的な探索を終えた両艦は速力30ノットでカムラン湾へと向かい、12月29日に帰投、白石大佐（第二駆逐隊司令）と梶本は同日附けで職務を解かれた。
このミンドロ島沖夜戦は、日本軍水上部隊の奇襲によって大成功をおさめた。これ以降日本海軍は水上艦艇による戦いで勝利することはなく、太平洋戦争の最後帝国海軍の勝利であった。
1945年（昭和20年）、第二十二戦隊先任参謀を務め、終戦を迎える。
1950年（昭和25年）、警察予備隊への誘いを受けているが、これを辞退している。
1987年（昭和62年）、自身の80歳（数え年）の傘寿を家族親戚に盛大にお祝いしてもらい、4ヶ月後の10月には、水交会の集いにおいて、いつになく歌などを歌い陽気に過ごしていたという。宴も終わりに近づく頃、体調を崩し病院へ運ばれ、心筋梗塞にて死去した。

## エピソード
- 海軍兵学校へ地元からの入学者は初めてだという事で、入学の際には町内を提灯行列が練り歩いた。
- 晩年まで新聞に載るセンター試験を解くのを好んだ。
- 阿川弘之の著作『井上成美』に、資料談話提供者として名を列ね、佐藤和正の著作『艦長たちの太平洋戦争続編』ではインタビューに答えている。
- 妻の梶本冨子は三輪明神報本講社広島講元を委嘱されるとともに宗教団体「三輪明神大美和龍栄教会」を主宰、同教会により広島市西区古江に「三輪明神広島分祠」を創建した[2]。

## 栄典
- 1944年（昭和19年）11月15日 - 勲三等瑞宝章